# 虎尾交流道 (台78線)
虎尾交流道為臺灣台78線的交流道，位於臺灣雲林縣虎尾鎮，指標為25k，往東可與國道一號和國道三號連接。
|  | 25 虎尾 |  | 虎尾 土庫 |

## 外部連結
- 台78線虎尾交流道示意圖 （页面存档备份，存于）（交通部公路總局）